# Florian Geffrouais
Florian Geffrouais (Saint-Lô, 5 dicembre 1988) è un multiplista francese, che rappresenta nelle competizioni in Oceania il territorio d'oltremare della Nuova Caledonia.

## Palmarès
| Anno                                    | Manifestazione           | Sede       | Evento    | Risultato | Prestazione | Note |
| --------------------------------------- | ------------------------ | ---------- | --------- | --------- | ----------- | ---- |
| In rappresentanza della Francia         |                          |            |           |           |             |      |
| 2007                                    | Europei juniores         | Hengelo    | Decathlon | 20º       | 6555 p.     |      |
| 2010                                    | Europei                  | Barcellona | Decathlon | 16º       | 7706 p.     |      |
| 2011                                    | Europei indoor           | Parigi     | Eptathlon | 12º       | 5795 p.     |      |
| 2011                                    | Universiadi              | Shenzen    | Decathlon | 12º       | 7179 p.     |      |
| 2012                                    | Europei                  | Helsinki   | Decathlon | dnf       | dnf         |      |
| 2014                                    | Europei                  | Zurigo     | Decathlon | 13º       | 7900 p.     |      |
| 2016                                    | Europei                  | Amsterdam  | Decathlon | 18º       | 6723 p.     |      |
| In rappresentanza della Nuova Caledonia |                          |            |           |           |             |      |
| 2017                                    | Mini-Giochi del Pacifico | Port Vila  | Decathlon | Oro       | 7354 p.     |      |
| 2019                                    | Campionati oceaniani     | Townsville | Decathlon | 4º        | 7550 p.     |      |
| 2019                                    | Giochi del Pacifico      | Apia       | Decathlon | Oro       | 7419 p.     |      |